# ميلتون (نيوهامشير)
ميلتون (بالإنجليزية: Milton, New Hampshire)‏ هي بلدة أمريكية تقع في الولايات المتحدة في مقاطعة سترافورد. يقدر عدد سكانها بـ 4,598 نسمة ومساحتها 88.8 كم2 وترتفع عن سطح البحر 140 متر.

## معرض صور

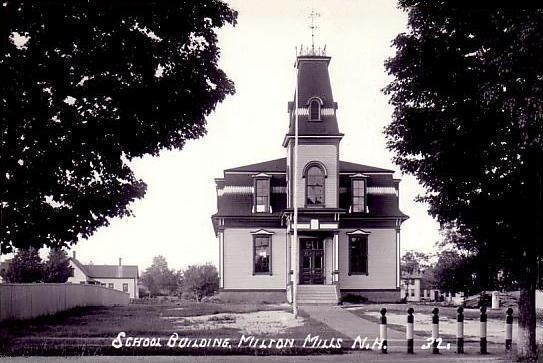
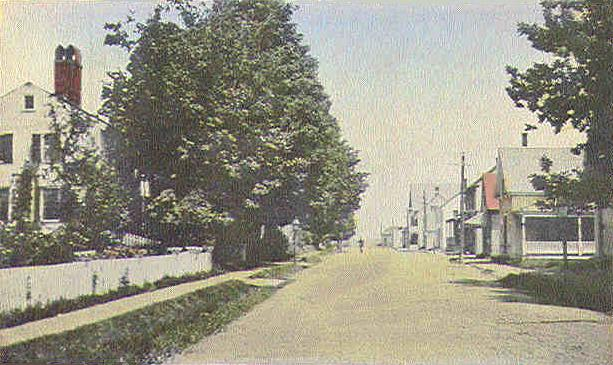
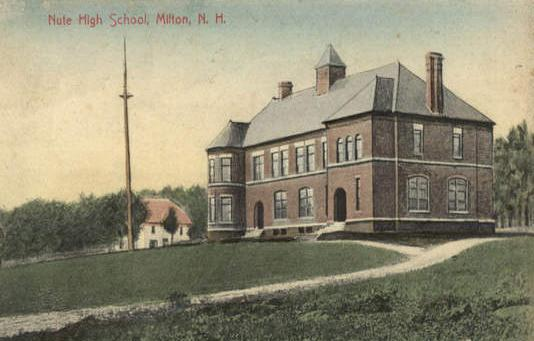
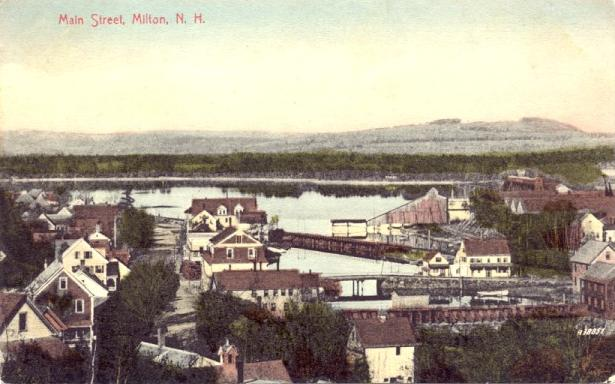
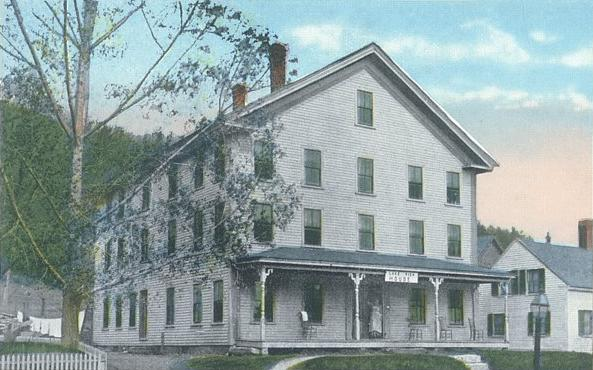

## أعلام
- ميخائيل ستونبراكر